# Macrochenus tonkinensis
Macrochenus tonkinensis är en skalbaggsart. Macrochenus tonkinensis ingår i släktet Macrochenus och familjen långhorningar.

## Underarter
Arten delas in i följande underarter:
- M. t. tonkinensis
- M. t. inarmata